# Upplands runinskrifter 1043
Upplands runinskrifter 1043 står vid Flotä gård på norra sidan Länsväg C 700 mellan Vattholma och Björklinge. Runstenen är skadad och har lagats genom att sammanfoga två stora delar. En del av runslingan saknas på den vänstra sidan av stenen.

## Inskriften

### Inskriften i runor
ᚢ___᛫ᛅᚢᚴ᛫ᚴᚢᚦᚠᛅᛋᛏᚱ᛫ᛅᚢᚴᚢᚦ_______ᚢᚱᛁᛏᛅᛋᛏᛁᚾᚦᛁᚾᚭ᛫
ᛅᚠᛏᛁᛦᚢᚠᛁᚼ᛫ᚠᛅᚦᚢᚱ᛫ᛋᛁᚾ᛫ᚴᚢᚦᚼᛁᚾᛚᛒᛁᚭᚾᛏᚼᛅᚾᛋ

### Inskriften i translitterering
u[lfr *] auk ' kuþfastr ' auk| |kuþ[muntr ' þ-... ...it]u rita stin þino ' 
aftiR ufih ' fa[þ]ur s(i)n ' kuþ hinlbi ont (h)-ns

### Inskriften i normalisering
UlfR ok Guðfastr ok Guðmundr þ[æiR l]etu retta stæin þenna 
æftiR Ofæig, faður sinn. Guð hialpi and h[a]ns.

### Inskriften i översättning
"Ulf och Gudfast och Gudmund de lät resa denna sten
efter Ofeg, sin far. Gud hjälpe hans ande."

## Historia
Runformen och ornamentiken visar att även U 1043 ristades av den kända runmästaren Åsmund Kåresson som var mycket produktiv i Uppland under den första halvan av 1000-talet. Typiskt för hans inskrifter är ihopskrivna ord utan mellanrum och även ordföljder där den sista runen av det första ordet ska dubbleras för att bilda även den första runan i det följande ordet. På den här stenen är det fallet i det tredje namnet av uppdragsgivarna: aukuþmuntr som ska läsas auk kuþmuntr. I bönen vid slutet av inskriften finns det ett stavfel, där ristaren skrev n (ᚾ, kuþ hinlbi ont) i stället för a (ᛅ, kuþ hialbi).
På bildytan inuti runslingan finns ett stort kors och bilden av två mänskliga figurer.
Den övre delen av runstenen har under 1800-talet används i en brygghusbyggnad. Först år 1927 
hittades delen igen och runstenen sammanfogades.